# Elezioni comunali nelle Marche del 2014
Le elezioni comunali nelle Marche del 2014 si tennero il 25 maggio (con ballottaggio l'8 giugno).

## Riepilogo sindaci eletti
Coalizione di centro-sinistra
     Coalizione di centro-destra
     Coalizione civica di centro-destra
| Provincia       | Comune        | Popolazione legale (censimento 2011) | Sindaco uscente | Sindaco uscente          | Sindaco eletto | Sindaco eletto          | Primo turno | Primo turno | Secondo turno | Secondo turno | Seggi   |
| Provincia       | Comune        | Popolazione legale (censimento 2011) | Sindaco uscente | Sindaco uscente          | Sindaco eletto | Sindaco eletto          | Voti        | %           | Voti          | %             | Seggi   |
| --------------- | ------------- | ------------------------------------ | --------------- | ------------------------ | -------------- | ----------------------- | ----------- | ----------- | ------------- | ------------- | ------- |
| Ancona          | Osimo         | 34 134                               |                 | Stefano Simoncini (Ind.) |                | Simone Pugnaloni (PD)   | 5 748       | 29,37       | 7 435         | 50,02         | 15 / 24 |
| Ascoli Piceno   | Ascoli Piceno | 50 815                               |                 | Guido Castelli (PdL)     |                | Guido Castelli (FI)     | 18 451      | 58,93       | —             | —             | 22 / 32 |
| Macerata        | Recanati      | 21 789                               |                 | Francesco Fiordomo (PD)  |                | Francesco Fiordomo (PD) | 7 041       | 56,60       | —             | —             | 11 / 16 |
| Pesaro e Urbino | Pesaro        | 95 019                               |                 | Luca Ceriscioli (PD)     |                | Matteo Ricci (PD)       | 32 068      | 60,52       | —             | —             | 21 / 32 |
| Pesaro e Urbino | Urbino        | 15 619                               |                 | Franco Corbucci (PD)     |                | Maurizio Gambini (Ind.) | 3 105       | 33,54       | 4 610         | 56,10         | 10 / 16 |
| Pesaro e Urbino | Fano          | 64 349                               |                 | Stefano Aguzzi (Ind.)    |                | Massimo Seri (PSI)      | 14 987      | 41,25       | 14 937        | 56,13         | 15 / 24 |

## Ancona

### Osimo
| Candidati                     | Candidati                   | II turno             | II turno          | I turno | I turno | Liste                             | Voti   | %     | Seggi |
| Candidati                     | Candidati                   | Voti                 | %                 | Voti    | %       | Liste                             | Voti   | %     | Seggi |
| ----------------------------- | --------------------------- | -------------------- | ----------------- | ------- | ------- | --------------------------------- | ------ | ----- | ----- |
|                               | Simone Pugnaloni ✔️ Sindaco | 7 435                | 50,02             | 5 748   | 29,37   | Partito Democratico               | 4 130  | 21,47 | 10    |
| Energia Nuova                 | Simone Pugnaloni ✔️ Sindaco | 7 435                | 50,02             | 5 748   | 29,37   | 898                               | 4,67   | 2     |       |
| Popolari per Osimo            | Simone Pugnaloni ✔️ Sindaco | 7 435                | 50,02             | 5 748   | 29,37   | 618                               | 3,21   | 1     |       |
| Totale liste                  | Simone Pugnaloni ✔️ Sindaco | 7 435                | 50,02             | 5 748   | 29,37   | 5 646                             | 29,35  | 13    |       |
|                               | Dino Latini                 | 7 429                | 49,98             | 8 798   | 44,96   | Movimento Politico Su la Testa    | 3 218  | 16,73 | 3     |
| Patto Sociale per Osimo       | Dino Latini                 | 7 429                | 49,98             | 8 798   | 44,96   | 1 323                             | 6,88   | 1     |       |
| Forza Osimo                   | Dino Latini                 | 7 429                | 49,98             | 8 798   | 44,96   | 1 297                             | 6,74   | 1     |       |
| Osimo Democratica             | Dino Latini                 | 7 429                | 49,98             | 8 798   | 44,96   | 1 170                             | 6,08   | 1     |       |
| OsimoTiAmo                    | Dino Latini                 | 7 429                | 49,98             | 8 798   | 44,96   | 1 042                             | 5,42   | –     |       |
| Liberi e Forti Osimo          | Dino Latini                 | 7 429                | 49,98             | 8 798   | 44,96   | 750                               | 3,90   | –     |       |
| Seggio di coalizione          | Seggio di coalizione        | Seggio di coalizione | 49,98             | 8 798   | 44,96   | 1                                 |        |       |       |
| Totale liste                  | Dino Latini                 | 7 429                | 49,98             | 8 798   | 44,96   | 8 800                             | 45,75  | 6     |       |
|                               | David Monticelli            | David Monticelli     | David Monticelli  | 3 655   | 18,68   | Movimento 5 Stelle                | 3 461  | 17,99 | 1     |
| Seggio di coalizione          | Seggio di coalizione        | Seggio di coalizione | David Monticelli  | 3 655   | 18,68   | 1                                 |        |       |       |
|                               | Fabio Pasquinelli           | Fabio Pasquinelli    | Fabio Pasquinelli | 919     | 4,70    | L'Altra Osimo con la Sinistra (A) | 883    | 4,59  | 1     |
| Seggio di coalizione          | Seggio di coalizione        | Seggio di coalizione | Fabio Pasquinelli | 919     | 4,70    | 1                                 |        |       |       |
|                               | Sauro Mercuri               | Sauro Mercuri        | Sauro Mercuri     | 449     | 2,29    | Voglia di Libertà                 | 444    | 2,31  | –     |
| Totale                        | Totale                      | 14 864               | 100               | 19 569  | 100     |                                   | 19 234 | 100   | 24    |
|                               |                             |                      |                   |         |         |                                   |        |       |       |
| Schede bianche                | Schede bianche              | 124                  | 0,81              | 244     | 1,20    |                                   |        |       |       |
| Schede nulle                  | Schede nulle                | 258                  | 1,69              | 451     | 2,23    |                                   |        |       |       |
| Votanti                       | Votanti                     | 15 246               | 51,32             | 20 264  | 68,22   |                                   |        |       |       |
| Elettori                      | Elettori                    | 29 705               |                   | 29 705  |         |                                   |        |       |       |
|                               |                             |                      |                   |         |         |                                   |        |       |       |
| Fonte: Ministero dell'interno |                             |                      |                   |         |         |                                   |        |       |       |

- La lista contrassegnata con la lettera A è apparentata al secondo turno con il candidato sindaco Simone Pugnaloni.

## Ascoli Piceno

### Ascoli Piceno
|                                        | Guido Castelli ✔️ Sindaco   | 18 451               | 58,93 | Forza Italia              | 2 602  | 8,48  | 3  |  |  |
| Forza Ascoli                           | Guido Castelli ✔️ Sindaco   | 18 451               | 58,93 | 2 320                     | 7,56   | 3     |    |  |  |
| Per Ascoli                             | Guido Castelli ✔️ Sindaco   | 18 451               | 58,93 | 2 275                     | 7,42   | 3     |    |  |  |
| Ascoli nel Futuro                      | Guido Castelli ✔️ Sindaco   | 18 451               | 58,93 | 2 232                     | 7,28   | 3     |    |  |  |
| Pensiero Popolare Piceno               | Guido Castelli ✔️ Sindaco   | 18 451               | 58,93 | 2 145                     | 6,99   | 2     |    |  |  |
| Fratelli d'Italia - Alleanza Nazionale | Guido Castelli ✔️ Sindaco   | 18 451               | 58,93 | 1 662                     | 5,42   | 2     |    |  |  |
| Cuore di Ascoli                        | Guido Castelli ✔️ Sindaco   | 18 451               | 58,93 | 1 557                     | 5,08   | 2     |    |  |  |
| Naturalmente Ascoli                    | Guido Castelli ✔️ Sindaco   | 18 451               | 58,93 | 980                       | 3,19   | 1     |    |  |  |
| Ascoli con Castelli                    | Guido Castelli ✔️ Sindaco   | 18 451               | 58,93 | 913                       | 2,98   | 1     |    |  |  |
| Ascoli con Gibellieri                  | Guido Castelli ✔️ Sindaco   | 18 451               | 58,93 | 889                       | 2,90   | 1     |    |  |  |
| Nuovo Centrodestra                     | Guido Castelli ✔️ Sindaco   | 18 451               | 58,93 | 879                       | 2,87   | 1     |    |  |  |
| Con Ascoli e il suo Territorio         | Guido Castelli ✔️ Sindaco   | 18 451               | 58,93 | 384                       | 1,25   | –     |    |  |  |
| Totale liste                           | Guido Castelli ✔️ Sindaco   | 18 451               | 58,93 | 18 838                    | 61,41  | 22    |    |  |  |
|                                        | Giancarlo Luciani Castiglia | 5 058                | 16,15 | Partito Democratico       | 4 050  | 13,20 | 4  |  |  |
| Ascoli Cambia Verso                    | Giancarlo Luciani Castiglia | 5 058                | 16,15 | 433                       | 1,41   | –     |    |  |  |
| Sinistra Ecologia Libertà              | Giancarlo Luciani Castiglia | 5 058                | 16,15 | 335                       | 1,09   | –     |    |  |  |
| Articolo 1                             | Giancarlo Luciani Castiglia | 5 058                | 16,15 | 171                       | 0,56   | –     |    |  |  |
| Seggio di coalizione                   | Seggio di coalizione        | Seggio di coalizione | 16,15 | 1                         |        |       |    |  |  |
| Totale liste                           | Giancarlo Luciani Castiglia | 5 058                | 16,15 | 4 989                     | 16,26  | 4     |    |  |  |
|                                        | Massimo Tamburri            | 2 388                | 7,63  | Movimento 5 Stelle        | 2 057  | 6,71  | 1  |  |  |
| Seggio di coalizione                   | Seggio di coalizione        | Seggio di coalizione | 7,63  | 1                         |        |       |    |  |  |
|                                        | Davide Aliberti             | 2 206                | 7,05  | Ascoli x Ascoli           | 975    | 3,18  | 1  |  |  |
| Adesso Ascoli                          | Davide Aliberti             | 2 206                | 7,05  | 376                       | 1,23   | –     |    |  |  |
| Dignità Ascolana                       | Davide Aliberti             | 2 206                | 7,05  | 366                       | 1,19   | –     |    |  |  |
| Azione Popolare                        | Davide Aliberti             | 2 206                | 7,05  | 258                       | 0,84   | –     |    |  |  |
| Seggio di coalizione                   | Seggio di coalizione        | Seggio di coalizione | 7,05  | 1                         |        |       |    |  |  |
| Totale liste                           | Davide Aliberti             | 2 206                | 7,05  | 1 975                     | 6,44   | 1     |    |  |  |
|                                        | Valeriano Camela            | 1 047                | 3,34  | Unione di Centro          | 1 005  | 3,28  | –  |  |  |
| Seggio di coalizione                   | Seggio di coalizione        | Seggio di coalizione | 3,34  | 1                         |        |       |    |  |  |
|                                        | Micaela Girardi             | 978                  | 3,12  | In Ascoli                 | 788    | 2,57  | –  |  |  |
|                                        | Pasquale Allevi             | 772                  | 2,47  | Movimento Autonomo Piceno | 637    | 2,08  | –  |  |  |
|                                        | Ilaria Mascetti             | 403                  | 1,29  | Ascoli Rossa              | 386    | 1,26  | –  |  |  |
| Totale                                 | Totale                      | 31 312               | 100   |                           | 30 675 | 100   | 32 |  |  |
|                                        |                             |                      |       |                           |        |       |    |  |  |
| Schede bianche                         | Schede bianche              | 288                  | 0,89  |                           |        |       |    |  |  |
| Schede nulle                           | Schede nulle                | 922                  | 2,84  |                           |        |       |    |  |  |
| Votanti                                | Votanti                     | 32 522               | 74,26 |                           |        |       |    |  |  |
| Elettori                               | Elettori                    | 43 795               |       |                           |        |       |    |  |  |
|                                        |                             |                      |       |                           |        |       |    |  |  |
| Fonte: Ministero dell'interno          |                             |                      |       |                           |        |       |    |  |  |

## Macerata

### Recanati
|                               | Francesco Fiordomo ✔️ Sindaco | 7 041                | 56,60 | Partito Democratico    | 3 877  | 32,27 | 8  |  |  |
| Unione di Centro              | Francesco Fiordomo ✔️ Sindaco | 7 041                | 56,60 | 754                    | 6,28   | 1     |    |  |  |
| Civica Recanati               | Francesco Fiordomo ✔️ Sindaco | 7 041                | 56,60 | 667                    | 5,55   | 1     |    |  |  |
| Recanati Adesso!              | Francesco Fiordomo ✔️ Sindaco | 7 041                | 56,60 | 549                    | 4,57   | 1     |    |  |  |
| Sinistra Unita                | Francesco Fiordomo ✔️ Sindaco | 7 041                | 56,60 | 480                    | 4,00   | –     |    |  |  |
| Recanati Democratica e Libera | Francesco Fiordomo ✔️ Sindaco | 7 041                | 56,60 | 393                    | 3,27   | –     |    |  |  |
| Citylab - Vivere Meglio       | Francesco Fiordomo ✔️ Sindaco | 7 041                | 56,60 | 263                    | 2,19   | –     |    |  |  |
| Totale liste                  | Francesco Fiordomo ✔️ Sindaco | 7 041                | 56,60 | 6 983                  | 58,12  | 11    |    |  |  |
|                               | Simone Giaconi                | 2 313                | 18,59 | Obiettivo Recanati     | 645    | 5,37  | 1  |  |  |
| Forza Italia                  | Simone Giaconi                | 2 313                | 18,59 | 602                    | 5,01   | 1     |    |  |  |
| Per una Recanati Migliore     | Simone Giaconi                | 2 313                | 18,59 | 369                    | 3,07   | –     |    |  |  |
| Famiglia Identità Territorio  | Simone Giaconi                | 2 313                | 18,59 | 336                    | 2,80   | –     |    |  |  |
| Recanati nel Cuore            | Simone Giaconi                | 2 313                | 18,59 | 194                    | 1,61   | –     |    |  |  |
| Seggio di coalizione          | Seggio di coalizione          | Seggio di coalizione | 18,59 | 1                      |        |       |    |  |  |
| Totale liste                  | Simone Giaconi                | 2 313                | 18,59 | 2 146                  | 17,86  | 2     |    |  |  |
|                               | Susanna Ortolani              | 1 279                | 10,28 | Movimento 5 Stelle     | 1 198  | 9,97  | –  |  |  |
| Seggio di coalizione          | Seggio di coalizione          | Seggio di coalizione | 10,28 | 1                      |        |       |    |  |  |
|                               | Sabrina Bertini               | 1 025                | 8,24  | In Comune              | 510    | 4,25  | –  |  |  |
| Per Recanati                  | Sabrina Bertini               | 1 025                | 8,24  | 431                    | 3,59   | –     |    |  |  |
| Seggio di coalizione          | Seggio di coalizione          | Seggio di coalizione | 8,24  | 1                      |        |       |    |  |  |
| Totale liste                  | Sabrina Bertini               | 1 025                | 8,24  | 941                    | 7,83   | –     |    |  |  |
|                               | Luca Fontanella               | 487                  | 3,92  | Su la Testa            | 504    | 4,20  | –  |  |  |
|                               | Mauro Natalini                | 294                  | 2,36  | Cittadini per Recanati | 242    | 2,01  | –  |  |  |
| Totale                        | Totale                        | 12 439               | 100   |                        | 12 014 | 100   | 16 |  |  |
|                               |                               |                      |       |                        |        |       |    |  |  |
| Schede bianche                | Schede bianche                | 143                  | 1,11  |                        |        |       |    |  |  |
| Schede nulle                  | Schede nulle                  | 264                  | 2,06  |                        |        |       |    |  |  |
| Votanti                       | Votanti                       | 12 846               | 66,13 |                        |        |       |    |  |  |
| Elettori                      | Elettori                      | 19 425               |       |                        |        |       |    |  |  |
|                               |                               |                      |       |                        |        |       |    |  |  |
| Fonte: Ministero dell'interno |                               |                      |       |                        |        |       |    |  |  |

## Pesaro e Urbino

### Pesaro
|                                        | Matteo Ricci ✔️ Sindaco | 32 068               | 60,52 | Partito Democratico              | 21 613 | 41,19 | 16 |  |  |
| Matteo Ricci Sindaco                   | Matteo Ricci ✔️ Sindaco | 32 068               | 60,52 | 3 197                            | 6,09   | 2     |    |  |  |
| Una Città in Comune                    | Matteo Ricci ✔️ Sindaco | 32 068               | 60,52 | 1 622                            | 3,09   | 1     |    |  |  |
| Impegno Comune                         | Matteo Ricci ✔️ Sindaco | 32 068               | 60,52 | 1 615                            | 3,08   | 1     |    |  |  |
| Il Faro                                | Matteo Ricci ✔️ Sindaco | 32 068               | 60,52 | 1 313                            | 2,50   | 1     |    |  |  |
| La Sinistra (SEL - PRC - PdCI)         | Matteo Ricci ✔️ Sindaco | 32 068               | 60,52 | 1 190                            | 2,27   | –     |    |  |  |
| Solo Pesaro                            | Matteo Ricci ✔️ Sindaco | 32 068               | 60,52 | 669                              | 1,28   | –     |    |  |  |
| Io Centro (SC - PpI - DC)              | Matteo Ricci ✔️ Sindaco | 32 068               | 60,52 | 609                              | 1,16   | –     |    |  |  |
| Solidarietà - Liberi X Pesaro          | Matteo Ricci ✔️ Sindaco | 32 068               | 60,52 | 433                              | 0,83   | –     |    |  |  |
| Totale liste                           | Matteo Ricci ✔️ Sindaco | 32 068               | 60,52 | 32 261                           | 61,49  | 21    |    |  |  |
|                                        | Roberta Crescentini     | 9 472                | 17,88 | Forza Italia                     | 3 878  | 7,39  | 3  |  |  |
| Nuovo Centrodestra - Unione di Centro  | Roberta Crescentini     | 9 472                | 17,88 | 1 305                            | 2,49   | 1     |    |  |  |
| SiAmo Pesaro                           | Roberta Crescentini     | 9 472                | 17,88 | 1 205                            | 2,30   | 1     |    |  |  |
| Fratelli d'Italia - Alleanza Nazionale | Roberta Crescentini     | 9 472                | 17,88 | 1 071                            | 2,04   | –     |    |  |  |
| Futura Pesaro                          | Roberta Crescentini     | 9 472                | 17,88 | 700                              | 1,33   | –     |    |  |  |
| Lega Nord                              | Roberta Crescentini     | 9 472                | 17,88 | 504                              | 0,96   | –     |    |  |  |
| Pesaro in Movimento                    | Roberta Crescentini     | 9 472                | 17,88 | 284                              | 0,54   | –     |    |  |  |
| Fare per Fermare il Declino            | Roberta Crescentini     | 9 472                | 17,88 | 171                              | 0,33   | –     |    |  |  |
| Seggio di coalizione                   | Seggio di coalizione    | Seggio di coalizione | 17,88 | 1                                |        |       |    |  |  |
| Totale liste                           | Roberta Crescentini     | 9 472                | 17,88 | 9 118                            | 17,38  | 5     |    |  |  |
|                                        | Fabrizio Pazzaglia      | 8 706                | 16,43 | Movimento 5 Stelle               | 8 514  | 16,23 | 4  |  |  |
| Seggio di coalizione                   | Seggio di coalizione    | Seggio di coalizione | 16,43 | 1                                |        |       |    |  |  |
|                                        | Albino Calcinari        | 1 310                | 2,47  | La Rosa di Pesaro                | 1 286  | 2,45  | –  |  |  |
|                                        | Luca Acacia             | 725                  | 1,37  | Italia dei Valori                | 638    | 1,22  | –  |  |  |
|                                        | Giammarco Romagna       | 392                  | 0,74  | Partito Comunista dei Lavoratori | 351    | 0,67  | –  |  |  |
|                                        | Igor Fradelloni         | 315                  | 0,59  | Cittadini Pesaro                 | 299    | 0,57  | –  |  |  |
| Totale                                 | Totale                  | 52 988               | 100   |                                  | 52 467 | 100   | 32 |  |  |
|                                        |                         |                      |       |                                  |        |       |    |  |  |
| Schede bianche                         | Schede bianche          | 637                  | 1,16  |                                  |        |       |    |  |  |
| Schede nulle                           | Schede nulle            | 1 372                | 2,49  |                                  |        |       |    |  |  |
| Votanti                                | Votanti                 | 54 997               | 71,63 |                                  |        |       |    |  |  |
| Elettori                               | Elettori                | 76 783               |       |                                  |        |       |    |  |  |
|                                        |                         |                      |       |                                  |        |       |    |  |  |
| Fonte: Ministero dell'interno          |                         |                      |       |                                  |        |       |    |  |  |

### Urbino
| Candidati                             | Candidati                   | II turno                 | II turno                 | I turno | I turno | Liste                       | Voti  | %     | Seggi |
| Candidati                             | Candidati                   | Voti                     | %                        | Voti    | %       | Liste                       | Voti  | %     | Seggi |
| ------------------------------------- | --------------------------- | ------------------------ | ------------------------ | ------- | ------- | --------------------------- | ----- | ----- | ----- |
|                                       | Maurizio Gambini ✔️ Sindaco | 4 610                    | 56,10                    | 3 105   | 33,54   | Liberi per Cambiare         | 1 416 | 15,54 | 4     |
| Forza Urbino                          | Maurizio Gambini ✔️ Sindaco | 4 610                    | 56,10                    | 3 105   | 33,54   | 795                         | 8,72  | 2     |       |
| Verdi con Sgarbi                      | Maurizio Gambini ✔️ Sindaco | 4 610                    | 56,10                    | 3 105   | 33,54   | 557                         | 6,11  | 1     |       |
| Nuovo Centrodestra - Unione di Centro | Maurizio Gambini ✔️ Sindaco | 4 610                    | 56,10                    | 3 105   | 33,54   | 278                         | 3,05  | –     |       |
| Totale liste                          | Maurizio Gambini ✔️ Sindaco | 4 610                    | 56,10                    | 3 105   | 33,54   | 3 046                       | 33,43 | 7     |       |
|                                       | Maria Clara Muci            | 3 607                    | 43,90                    | 3 481   | 37,60   | Partito Democratico         | 2 925 | 32,10 | 4     |
| Primavera Democratica                 | Maria Clara Muci            | 3 607                    | 43,90                    | 3 481   | 37,60   | 381                         | 4,18  | –     |       |
| Scelta Civica                         | Maria Clara Muci            | 3 607                    | 43,90                    | 3 481   | 37,60   | 196                         | 2,15  | –     |       |
| L'Altra Urbino                        | Maria Clara Muci            | 3 607                    | 43,90                    | 3 481   | 37,60   | 87                          | 0,95  | –     |       |
| Seggio di coalizione                  | Seggio di coalizione        | Seggio di coalizione     | 43,90                    | 3 481   | 37,60   | 1                           |       |       |       |
| Totale liste                          | Maria Clara Muci            | 3 607                    | 43,90                    | 3 481   | 37,60   | 3 589                       | 39,39 | 4     |       |
|                                       | Maria Francesca Crespini    | Maria Francesca Crespini | Maria Francesca Crespini | 1 313   | 14,18   | Cut Liberitutti (A)         | 1 184 | 12,99 | 2     |
| Seggio di coalizione                  | Seggio di coalizione        | Seggio di coalizione     | Maria Francesca Crespini | 1 313   | 14,18   | 1                           |       |       |       |
|                                       | Emilia Forti                | Emilia Forti             | Emilia Forti             | 779     | 8,42    | Movimento 5 Stelle          | 764   | 8,38  | –     |
| Seggio di coalizione                  | Seggio di coalizione        | Seggio di coalizione     | Emilia Forti             | 779     | 8,42    | 1                           |       |       |       |
|                                       | Piero Demitri               | Piero Demitri            | Piero Demitri            | 309     | 3,34    | Con Demitri per Urbino (B)  | 274   | 3,01  | –     |
|                                       | Gualtiero De Santi          | Gualtiero De Santi       | Gualtiero De Santi       | 270     | 2,92    | Sinistra per Urbino - Agorà | 255   | 2,80  | –     |
| Totale                                | Totale                      | 8 217                    | 100                      | 9 257   | 100     |                             | 9 112 | 100   | 16    |
|                                       |                             |                          |                          |         |         |                             |       |       |       |
| Schede bianche                        | Schede bianche              | 62                       | 0,74                     | 100     | 1,05    |                             |       |       |       |
| Schede nulle                          | Schede nulle                | 155                      | 1,84                     | 185     | 1,94    |                             |       |       |       |
| Votanti                               | Votanti                     | 8 434                    | 66,88                    | 9 542   | 75,66   |                             |       |       |       |
| Elettori                              | Elettori                    | 12 611                   |                          | 12 611  |         |                             |       |       |       |
|                                       |                             |                          |                          |         |         |                             |       |       |       |
| Fonte: Ministero dell'interno         |                             |                          |                          |         |         |                             |       |       |       |

- La lista contrassegnata con la lettera A è apparentata al secondo turno con il candidato sindaco Maurizio Gambini.

- La lista contrassegnata con la lettera B è apparentata al secondo turno con il candidato sindaco Maria Clara Muci.

### Fano
| Candidati                              | Candidati               | II turno             | II turno          | I turno | I turno | Liste               | Voti   | %     | Seggi |
| Candidati                              | Candidati               | Voti                 | %                 | Voti    | %       | Liste               | Voti   | %     | Seggi |
| -------------------------------------- | ----------------------- | -------------------- | ----------------- | ------- | ------- | ------------------- | ------ | ----- | ----- |
|                                        | Massimo Seri ✔️ Sindaco | 14 937               | 56,13             | 14 987  | 41,25   | Partito Democratico | 8 376  | 24,12 | 10    |
| Noi Città                              | Massimo Seri ✔️ Sindaco | 14 937               | 56,13             | 14 987  | 41,25   | 2 729               | 7,86   | 3     |       |
| Sinistra Unita (FdS - FdV - SEL)       | Massimo Seri ✔️ Sindaco | 14 937               | 56,13             | 14 987  | 41,25   | 1 400               | 4,03   | 1     |       |
| Noi Giovani                            | Massimo Seri ✔️ Sindaco | 14 937               | 56,13             | 14 987  | 41,25   | 975                 | 2,81   | 1     |       |
| Partito Socialista Italiano            | Massimo Seri ✔️ Sindaco | 14 937               | 56,13             | 14 987  | 41,25   | 609                 | 1,75   | –     |       |
| La Fano dei Quartieri                  | Massimo Seri ✔️ Sindaco | 14 937               | 56,13             | 14 987  | 41,25   | 243                 | 0,70   | –     |       |
| Totale liste                           | Massimo Seri ✔️ Sindaco | 14 937               | 56,13             | 14 987  | 41,25   | 14 332              | 41,28  | 15    |       |
|                                        | Hadar Omiccioli         | 11 674               | 43,87             | 6 923   | 19,06   | Movimento 5 Stelle  | 6 131  | 17,66 | 2     |
| Seggio di coalizione                   | Seggio di coalizione    | Seggio di coalizione | 43,87             | 6 923   | 19,06   | 1                   |        |       |       |
|                                        | Davide Delvecchio       | Davide Delvecchio    | Davide Delvecchio | 6 112   | 16,82   | Forza Italia        | 2 291  | 6,60  | 1     |
| La Tua Fano                            | Davide Delvecchio       | Davide Delvecchio    | Davide Delvecchio | 6 112   | 16,82   | 2 055               | 5,92   | 1     |       |
| Unione di Centro                       | Davide Delvecchio       | Davide Delvecchio    | Davide Delvecchio | 6 112   | 16,82   | 1 037               | 2,99   | –     |       |
| Fratelli d'Italia - Alleanza Nazionale | Davide Delvecchio       | Davide Delvecchio    | Davide Delvecchio | 6 112   | 16,82   | 727                 | 2,09   | –     |       |
| Partito Pensionati                     | Davide Delvecchio       | Davide Delvecchio    | Davide Delvecchio | 6 112   | 16,82   | 133                 | 0,38   | –     |       |
| Seggio di coalizione                   | Seggio di coalizione    | Seggio di coalizione | Davide Delvecchio | 6 112   | 16,82   | 1                   |        |       |       |
| Totale liste                           | Davide Delvecchio       | Davide Delvecchio    | Davide Delvecchio | 6 112   | 16,82   | 6 243               | 17,98  | 2     |       |
|                                        | Mirco Carloni           | Mirco Carloni        | Mirco Carloni     | 4 076   | 11,22   | La Cosa Giusta      | 1 319  | 3,80  | 1     |
| Nuovo Centrodestra                     | Mirco Carloni           | Mirco Carloni        | Mirco Carloni     | 4 076   | 11,22   | 1 249               | 3,60   | –     |       |
| La Rinascita di Fano                   | Mirco Carloni           | Mirco Carloni        | Mirco Carloni     | 4 076   | 11,22   | 797                 | 2,30   | –     |       |
| Fano in Testa                          | Mirco Carloni           | Mirco Carloni        | Mirco Carloni     | 4 076   | 11,22   | 580                 | 1,67   | –     |       |
| Popolari per l'Italia                  | Mirco Carloni           | Mirco Carloni        | Mirco Carloni     | 4 076   | 11,22   | 223                 | 0,64   | –     |       |
| Seggio di coalizione                   | Seggio di coalizione    | Seggio di coalizione | Mirco Carloni     | 4 076   | 11,22   | 1                   |        |       |       |
| Totale liste                           | Mirco Carloni           | Mirco Carloni        | Mirco Carloni     | 4 076   | 11,22   | 4 168               | 12,00  | 1     |       |
|                                        | Giancarlo D'Anna        | Giancarlo D'Anna     | Giancarlo D'Anna  | 3 189   | 8,78    | D'Anna Sindaco      | 2 864  | 8,25  | –     |
| Seggio di coalizione                   | Seggio di coalizione    | Seggio di coalizione | Giancarlo D'Anna  | 3 189   | 8,78    | 1                   |        |       |       |
|                                        | Daniele Sanchioni       | Daniele Sanchioni    | Daniele Sanchioni | 709     | 1,95    | Prima Fano          | 670    | 1,93  | –     |
|                                        | Luca Paolini            | Luca Paolini         | Luca Paolini      | 332     | 0,91    | Lega Nord           | 312    | 0,90  | –     |
| Totale                                 | Totale                  | 26 611               | 100               | 36 328  | 100     |                     | 34 720 | 100   | 24    |
|                                        |                         |                      |                   |         |         |                     |        |       |       |
| Schede bianche                         | Schede bianche          | 190                  | 0,70              | 400     | 1,06    |                     |        |       |       |
| Schede nulle                           | Schede nulle            | 254                  | 0,94              | 907     | 2,41    |                     |        |       |       |
| Votanti                                | Votanti                 | 27 055               | 51,56             | 37 635  | 71,73   |                     |        |       |       |
| Elettori                               | Elettori                | 52 469               |                   | 52 469  |         |                     |        |       |       |
|                                        |                         |                      |                   |         |         |                     |        |       |       |
| Fonte: Ministero dell'interno          |                         |                      |                   |         |         |                     |        |       |       |